# 乌龙动物园
《乌龙动物园》是敖幼祥的漫画，于2005年推出，共7卷，内容将鱼类、鸟类等动物知识用漫画表达，里面则搭配《乌龙院》师徒们的解说。《乌龙动物园》因为它将教育性和漫画相结合而获得了一些良好的评价。2015年5月新出版名叫「烏龍院動物星球」，系列套書讀者設定為國小學童。